# Корабль Нейрата

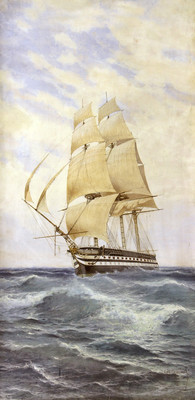

Корабль Нейрата (англ. Neurath’s boat) — метафора, литературное сравнение, которое отражает философские воззрения Отто Нейрата. С помощью данного образа мыслитель в духе взглядов Венского кружка отрицает возможность построения системы знаний на основе ясных и очевидных понятий, не поддающихся сомнению.

«Мы подобны морякам, которым нужно переделать свой корабль в открытом море и которые не имеют возможности поставить его в док, чтобы использовать для этой цели новые лучшие материалы»— 
Так Отто Нейрат уподобляет весь мировой опыт кораблю, никогда не достигающему суши. Осуществление его ремонта в открытом море предполагает то, что у нас нет возможности останавливаться, выбирать и проверять выдвигаемые научные теории. Каждое утверждение (протокол) всегда должно оставаться открытым для пересмотра, а нам необходимо быть готовыми пересмотреть всё по мере необходимости для того, чтобы поддерживать согласованность нашей системы знаний — оставаться на плаву.
Стоит отметить, что данная аллегория, впоследствии принятая и популяризированная У. Куайном, получила широкое признание в качестве символа натурализма и метафилософского взгляда, отрицающего автономию философии.

## Корабль как образ знания в истории философии
Нельзя отрицать, что корабль Нейрата является оригинальным концептуальным сравнением, продиктованным современной ему обстановкой в научном познании. Тем не менее, похожие литературные фигуры мы находим и в значительно более ранних работах. Так широко известен иллюстрирующий проблему идентичности парадокс Плутарха о корабле Тесея, все детали которого с течением времени поддаются замене. Интересный пример представляет собой и отрывок из диалога Платона «Федон»:

«… нужно достигнуть одного из двух: узнать истину от других или отыскать её самому, либо же, если ни первое, ни второе невозможно, принять самое лучшее и самое надежное из человеческих учений и на нем, точно на плоту, попытаться переплыть через жизнь, если уже не удастся переправиться на более устойчивом и надежном судне — на каком-нибудь божественном учении».— 
Можно сказать, что корабль Нейрата в некоторой степени сочетает в себе как образ постоянной реконструкции Плутарха, так и изображение находящегося в море плота Платона, при этом всё же описывая совершенно иную ситуацию. Более того, нельзя свести аналогию с ремонтом корабля и к закреплению верования Ч. Пирса:

«Можно было бы написать целую книгу для того, чтобы указать наиболее важные из этих руководящих принципов рассуждения. Но пусть человек отважится вступить в какую-то незнакомую область или в область, в которой его результаты не будут непрерывно подтверждаться опытом — и вся история показывает, что даже самый мужественный ум будет зачастую терять ориентацию и напрасно растрачивать свои силы в направлениях, которые не приближают его к цели или даже совершенно уводят его с правильного пути. Он напоминает корабль в открытом море, на борту которого нет никого, кто разбирался бы в правилах навигации. А в этом случае некое общее исследование руководящих принципов рассуждения, несомненно, окажется полезным».— 
Корабль Нейрата не подразумевает под собой существование вечных истин и какого-либо руководства для разума. И даже тогда, когда мы руководствуемся экспериментальным методом, а не гипотетическими рассуждениями, мы всё ещё находимся в открытом море.

## История упоминания метафоры в творчестве О. Нейрата
Метафора корабля проходит через все творчество О. Нейрата — она использовалась в аргументации, направленной против форм «псевдорационализма».
Первое упоминание датируется 1913 г. в статье «Проблемы военной экономики». В данной работе О. Нейрат обсуждает общие проблемы формирования научной концепции. Знания легитимизированы только тогда, когда они удовлетворяют эпистемологическим нормам, которые должны быть оправданы инструментальной полезностью в науке. Несмотря на то, что между познанием и умением есть радикальное различие, между теоретической и практической наукой его нет. Вся теория так или иначе находится в практическом контексте. Наука представляет собой «единство».Особое внимание в работе уделяется созданию нового раздела экономики, который должен обеспечить экспериментальные исследования по экономическому планированию. Таким образом, первое сравнение с кораблём было направлено против фундаменталистских теоретиков знания.

Во второй раз метафора встречается в работе «Анти-Шпенглер» 1921 г.
«Мы как моряки в открытом море должны реконструировать свой корабль, не имея при этом возможности начать ремонт с самого днища. Там, где убрана балка, нужно сразу поставить новую — для этого остальная часть корабля используется в качестве опоры. Так при помощи старых балок и коряг, корабль может быть полностью изменён, но только путем постепенной реконструкции»
В ней, несмотря на значимость работы О. Шпенглера «Закат Европы» (нем. Der Untergang des Abendlandes) для философов того времени (в частности, на Л. Витгенштейна), для Отто Нейрата данный текст выступает лженаучным. Для него О. Шпенглер пытается показать и дать объяснение чему-то темному и неясному, используя для этого что-то такое же темное и неясное. Аналогия с судном, использовавшаяся подобным образом во второй раз, была направлена против релятивизма, который поощрял отсутствие прочных оснований знания.
В 1932 г. происходит спор О. Нейрата с Р. Карнапом, касающийся социальных оснований научных знаний. Он был опубликован в статье «Познание» (нем. Erkenntnis).Здесь, используя данное сравнение, О. Нейрат излагает теорию науки в качестве теории научного дискурса. Важно отметить, что уже с 1913 г. философ отрицает существование «tabula rasa», на основании которой могла бы быть возведена «чистая» структура научных концепций и гипотез.
В 1937 г. мыслитель снова прибегает к метафоре корабля в американском журнале «Философия науки» (англ. Philosophy of Science). В данной статье О. Нейрат провозглашает свою собственную концепцию «Единой науки и её Энциклопедии», где разделяет принцип «Общего согласия» Ч. Пирса, «естественное понятие о мире» Р. Авенариуса и теорию опыта Д. Дьюи в противоположность картезианству и кантианству.
И наконец, в очередной раз мы встречаем корабль в «Международной энциклопедии объединённой науки» (англ. International Encyclopedia of Unified Science), где О. Нейрат совместно с Р. Карнапом становится автором и редактором. В этой статье он выступает против чрезмерной систематизации в единой науке. Кроме того, в этот период времени Нейрат указывал на рефлексивный социальный характер науки, утверждая то, что социологи действуют в ней точно так же, как и все остальные люди, то есть находятся на одной лодке с нами. Иначе говоря, корабль социальных наук точно такой же. как и корабль единой науки. В свою очередь это вызывало возражения таких социологов как К. Менгера, Э. Зильсела и Ф. Кауфманна, которые выступали против навязанных физикализмом ограничений отношений между естественными и гуманитарными науками.

## Критика позиций Р. Карнапа
Как известно, Отто Нейрат был одним из главных представителей Венского кружка, ставившего перед собой смелую задачу реформации науки и философии. Основным стимулом творчества этого коллектива был поиск достоверного, прочного эмпирического обоснования научного знания и его преобразование в соответствии со строгими стандартами математической логики. Так первые позитивисты пытались создать единый язык науки, лишённый метафизических противоречий. Важной ступенью их программы являлись идеи, выдвигаемые Р. Карнапом.

Рудольф Карнап

Согласно представлениям последнего, все научные утверждения могут быть реконструированы либо на языке физики, либо на языке феноменологии и сведены к определённому классу элементарных протокольных предложений, фиксирующих «чистый» опыт. Данная методология предполагала построение некоторой многоуровневой иерархии системы понятий, выстроенных в соответствии с эпистемическим приоритетом и связанных между собой цепями определений, цель которых — обеспечить строгую сводимость понятий более высоких уровней к понятиям низшего уровня. Карнап предполагал, что сначала познаются аутопсихологические объекты, затем физические, после объекты мышления и, наконец, культурные объекты. Возможность использования ресурсов символической логики для подобной реконструкции знания, а главное, для описания «сырого материала» опыта обосновывалась Карнапом тем, что наука имеет дело с рассмотрением лишь структурных свойств опыта, допускающих формальное представление в логических символах, а не с его содержанием. Иначе говоря, он становится на позицию «методологического солипсизма» — доктрину, согласно которой эмпирические знания основаны на феноменальном опыте человека. Таким образом, Карнап хотел объяснить притязания науки на объективность посредством структурного объяснения её концепций.
Подобная «рациональная реконструкция» не претендует на то, чтобы отразить, как получены и оправданы знания на практике. Напротив, её использование скорее призвано показать, что мы можем обойтись без исторически выросших концепций путём их замены математизированными философскими структурами. Этот метод является довольно радикальным, так как каждое научное определение переводит в утверждение об опыте отдельного субъекта. Иначе говоря, Карнап определяет науку в качестве единой системы субъективно обоснованных высказываний и относит к ней только те утверждения, которые люди могут проверить, ссылаясь на свой непосредственный опыт. Этот «прямой» опыт находит своё выражение в протокольных предложениях, сформулированных на собственных «протокольных языках».
Именно этот пункт и стал основой критики Нейрата. Согласно его мнению, феноменологический метод, который несёт в себе сугубо индивидуальный характер опыта, фиксируемый в протокольных предложениях, противоречит положению об общезначимости научного знания и неприемлем для коммуникации и интерсубъективной верификации. За привлекательностью методологического солипсизма лежит допущение о том, что язык можно знать и использовать независимо от научных фактов и фактов действительности. Кроме того, феноменальный язык не принимает в расчёт механизмы, посредством которых может быть обеспечено постоянство использования индивидом языка. А это, в свою очередь, необходимо для проведения любой эмпирической проверки.
Каждый язык как таковой является «интерсубъективным»: протоколы одного момента времени должны включаться в протоколы следующих моментов, как протоколы А должны включаться в протоколы В. Поэтому нет никакого смысла говорить о монологизированных языках, как это делает Карнап, или о различных протокольных языках, между которыми затем устанавливаются связи. Карнап не видит проблемы отличия «собственного психического» и «чужого психического» в языке.

«Нет никакой возможности сделать исходным пунктом науки абсолютно надежные чистые протокольные предложения. Нет никакой tabula rasa. Мы подобны морякам, которым нужно переделать свой корабль в открытом море и которые не имеют возможности поставить его в док, чтобы использовать для этой цели новые лучшие материалы. Лишь от метафизики можно полностью избавиться. Расплывчатые „Ballungen“ (то есть неточные и неанализируемые термины естественного языка) всегда будут оставаться какими-то частями судна. Если в одном месте неясность уменьшается, она вполне может увеличиваться в каких-то других местах»— 
Нейрат убеждён, что нет никакого способа избежать опасностей исторически сложившегося обычного физикалистского естественного языка. Мысль о построении идеального языка, состоящего из атомарных фактов, столь же метафизична, сколь и идеи о демонах Лапласа. Протокольные предложения являются обычными реальными предложениями, в которые входят имена отдельных людей или групп в определённой связи с другими терминами универсального языка.

## Современная интерпретация
По мнению Кита Становича, научное и рациональное мышление сами по себе представляют мемплексы (англ. memeplexes) — совместно адаптированные наборы взаимосвязанных мемов. Он использует метафору корабля, которая была предложена О. Нейратом, как аналогию с рекурсивным характером пересмотра своих воззрений. Он немного модифицирует название и в его контексте она представлена как — «Нейратский проект скептической начальной загрузки» (англ. «Neurathian project of skeptical bootstrapping»). Главная проблема заключается в том, что мы можем оценивать мемы, но не в абсолютном смысле, который бы гарантировал успех. Для демонстрации данного примера он прибегает к метафоре О. Нейрата, в которой он использует корабль с гнилыми досками. Лучший способ их починить — добраться до берега, и заменить, будучи на твердой земле. Однако, что, если возможности добраться до берега нет? Корабль все ещё может быть отремонтирован, но с некоторым риском. Мы могли бы починить некоторые доски в море, стоя на оставшихся досках. И данный проект мог бы сработать в том смысле, что мы могли бы отремонтировать корабль, даже не находясь на земле, а будучи в плаванье. Но при этом у нас нет абсолютной гарантии в этом, потому что мы могли выбрать изначально гнилую доску и стоять на ней.
Наука, как отмечает Кит Станович, продвигается сейчас в таком же направлении: каждый эксперимент проверяет конкретные предположения, в то время как остальные принимаются как фиксированные и основополагающие. Позднее эти основополагающие предположения могут быть подвергнуты проверке напрямую в другом эксперименте, где они уже будут выступать как условные и необязательные. Исследование того, являются ли мемы, которые мы принимаем, нашими интересами, по сути, совпадает с проектом Нейрата (англ. Neurathian project). В частности, гнилая доска на корабле может оказаться «мем-вирусом» (который не несет в себе никакой полезности для реализации человеческих целей). И, по мнению Кита Становича, этот процесс можно предотвратить, для этого требуется тщательная, всесторонняя проверка.